# Sinima
Sinima is een plaats in de Estlandse gemeente Hiiumaa, provincie Hiiumaa. De plaats heeft de status van dorp (Estisch: küla).
Sinima lag tot in oktober 2017 in de gemeente Emmaste. In die maand ging de gemeente op in de fusiegemeente Hiiumaa.

## Bevolking
De ontwikkeling van het aantal inwoners blijkt uit het volgende staatje:
| Jaar            | 2000 | 2011 | 2017 | 2019 | 2021 |
| --------------- | ---- | ---- | ---- | ---- | ---- |
| Aantal inwoners | 17   | 11   | 13   | 12   | 14   |

## Geografie
Sinima ligt aan de zuidkant van het eiland Hiiumaa, op 3,5 km afstand van de baai Vanamõisa laht, een onderdeel van de Oostzee. De Tugimaantee 84, de secundaire weg van Emmaste naar Luidja, komt door Sinima.

## Geschiedenis
Sinima werd voor het eerst genoemd in 1798 als boerderij op het landgoed van Kassar (Kassari). Pas in de jaren twintig van de 20e eeuw werd de plaats genoemd als dorp.
De buurdorpen Vanamõisa en Emmaste-Selja maakten tussen 1977 en 1997 deel uit van Sinima.